# العلاقات الإسرائيلية الروسية
العلاقات الروسية الإسرائيلية هي العلاقات الثنائية بين دولة إسرائيل وروسيا الاتحادية.

## تاريخ العلاقات
أقيمت العلاقات الدبلوماسية بين الاتحاد السوفيتي وإسرائيل في مايو/آيار عام 1948 وقد قطعت العلاقات بين موسكو وتل أبيب في عام 1953 ثم في عام 1956 ثم انقطعت العلاقات في يونيو/حزيران عام 1967 بسبب رفض إسرائيل وقف إطلاق النار في حرب حزيران مع العرب. واستؤنفت الاتصالات على المستوى القنصلي في عام 1987. اما عام 1991 فشهد استعادة العلاقات الدبلوماسية بين إسرائيل والاتحاد السوفيتي.
ويقطن إسرائيل ما يزيد عن مليون واحد ممن ينحدرون من الاتحاد السوفيتي، الامر الذي يعتبر عاملا هاما في العلاقات الثنائية. وجاءت الزيارة التي قام بها الرئيس الروسي فلاديمير بوتين إلى إسرائيل في أبريل/نيسان عام 2005 خطوة هامة في تعزيز العلاقات الروسية الإسرائيلية. وقام رئيس الوزراء الإسرائيلي إيهود أولمرت بزيارة العمل إلى روسيا في 18 أكتوبر عام 2007.

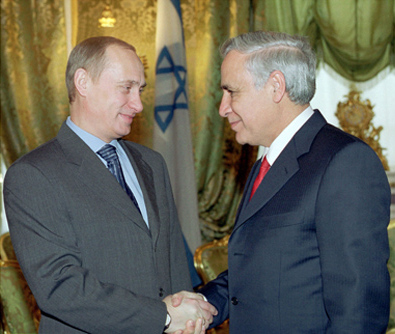
لقاء فلاديمير بوتين مع موشيه كتساف (أبريل عام 2005)

في 2-3 يوليو عام 2006 زارت موسكو تسيبي ليفني وزيرة الخارجية الإسرائيلية والنائب الأول لرئيس الوزراء. وزار وزير الخارجية الروسية سيرغي لافروف إسرائيل في أكتوبر/تشرين الأول عام 2005 وسبتمبر أيلول عام 2006 ويونيو/حزيران عام 2007. وخلال زيارته التي قام بها إلى إسرائيل في مارس/آذار عام 2008 تم توقيع معاهدة إلغاء نظام منح تأشيرات الدخول بين روسيا وإسرائيل، الامر الذي ساعد كثيرا في زيادة عدد السياح الروس الذين يزورون إسرائيل. وزار إسرائيل عام 2007 حوالي 200 ألف سائح. اما في عام 2008 ارتفع عددهم حتى ما يقارب 380 ألف سائح. وذلك رغم ان سريان مفعول المعاهدة لم يبد إلا في شهر سبتمبر/أيلول فقط عام 2008.

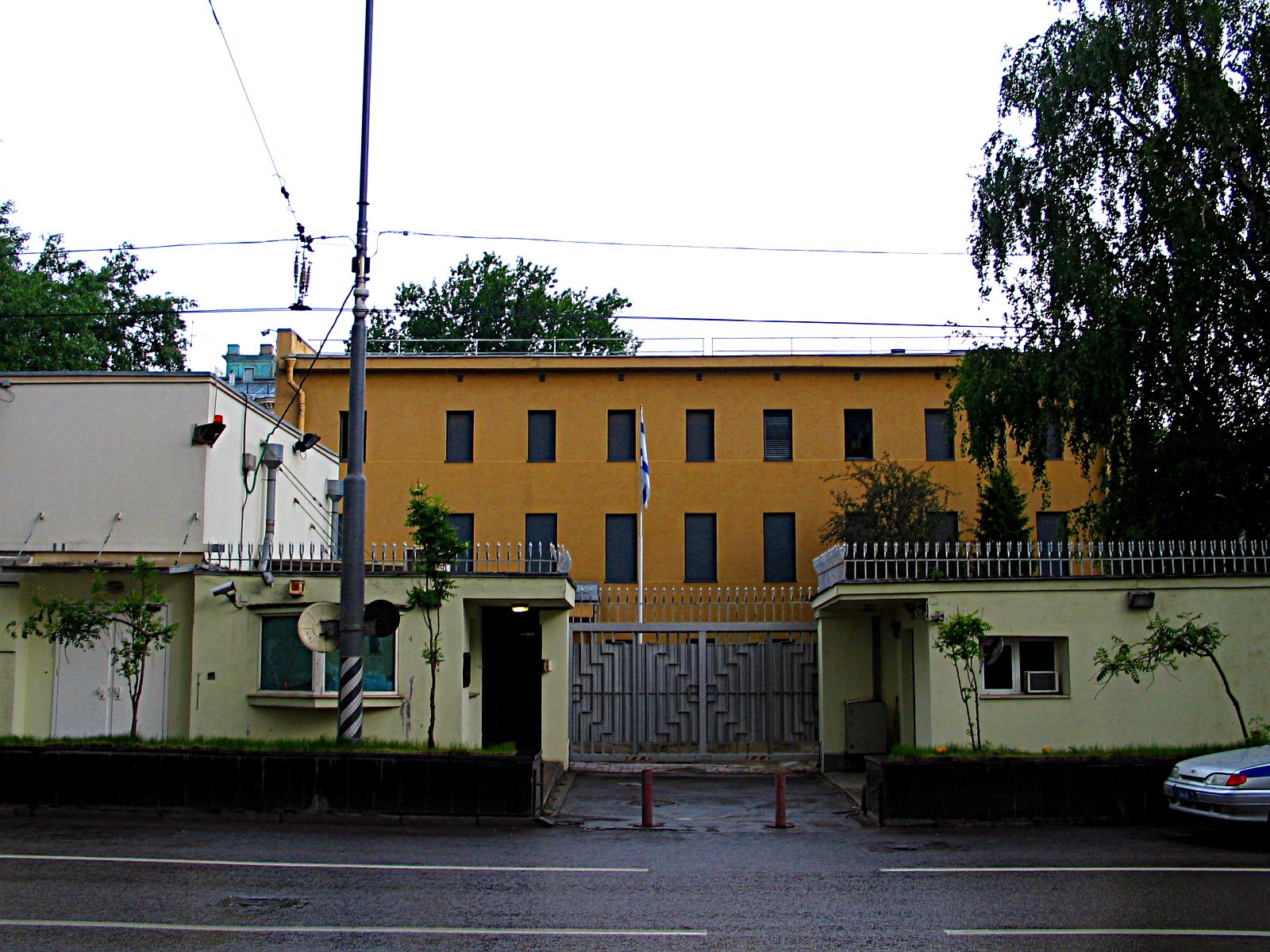
السفارة الإسرائيلية في موسكو، روسيا.
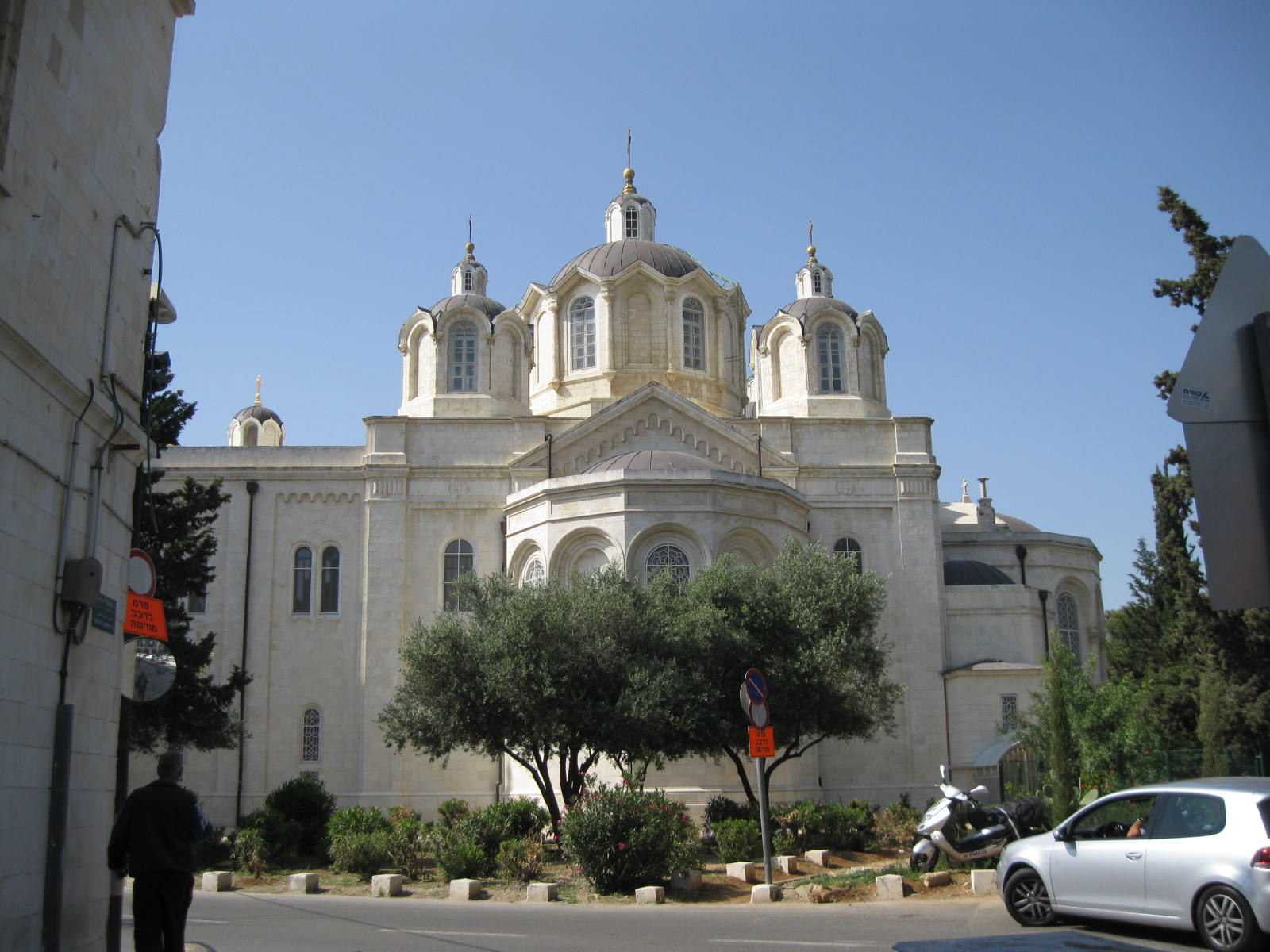
كاتردائية الثالوث المقدس في المجمع الروسي في القدس (أورشليم) بإسرائيل.

## التعاون في المجال التجاري والاقتصادي
تنظم العلاقات الروسية الإسرائيلية في المجال التجاري والاقتصادي الاتفاقية الموقعة بين الحكومتين الروسية والإسرائيلية يوم 27 أبريل عام 1994. وتقضي هذه الاتفاقية بمنح كل من الجانبين الروسي والإسرائيلي نظام الأفضلية القصوى في التجارة وتشكيل اللجنة الروسية الإسرائيلية المشتركة الخاصة بالتعاون التجاري والاقتصادي. وقد وقعت بين الحكومتين اتفاقيات التعاون العلمي التقني والتعاون في مجال القطاع الزراعي والصحة والطب وإلغاء الضرائب المزدوجة والتعاون في مجال النقل البحري.

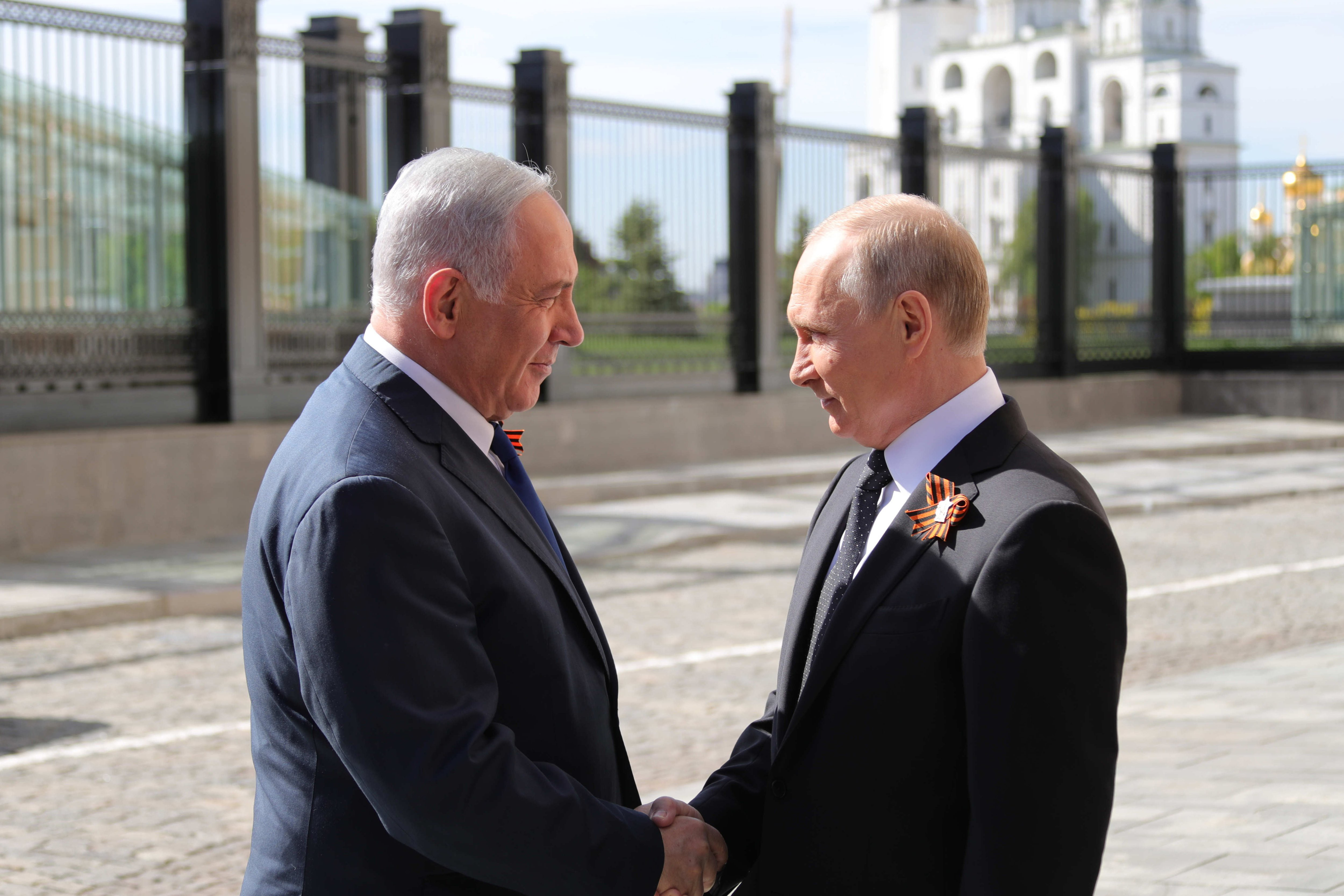
بنيامين نتانياهو وفلاديمير بوتين (عام 2018)

نظرت اللجنة الروسية الإسرائيلية المشتركة الخاصة بالتعاون التجاري والاقتصادي في اجتماعها السادس الذي عقد في نوفمبر/تشرين الثاني عام 2006 في حالة وآفاق العلاقات الثنائية في شتى المجالات.
| العام | حجم التبادل التجاري (مليون دولار) |
| ----- | --------------------------------- |
| 2004  | 1645.5                            |
| 2005  | 1859.5                            |
| 2006  | 1951.6                            |
| 2007  | 2579.3                            |
| 2008  | 2768.9                            |
| 2009  | 1683.0                            |

ويدل النمو السنوي للتبادل السلعي بين الجانبين على ازدياد حجم العلاقات الروسية الإسرائيلية في مجال التجارة والاقتصاد. وكان حجم التبادل السلعي لم يزد عام 1991 عن 12 مليون دولار. فيما وصل في عام 2006 إلى 1.9 مليار دولار.
وبين الإتجاهات الرئيسية للتعاون الروسي الإسرائيلي يمكن ذكر الأبحاث الفضائية والمواصلات والتكنولوجيات المعلوماتية والاتصال التكنولوجيات الزراعية والصناعية وقطاع الأعمال الخاصة بالماس ومعاجة الماس والمعادن ضمنا. والجدير بالذكر أن نسبة 45-55% من إجمالي التصدير الإسرائيلي تعود إلى قِطع الألماس غير المعالجة. ويشغل النفط ومشتقاته مكانة هامة في التعاون بمجال الطاقة (نسبة 30-40% من إجمالي التصدير الروسي إلى إسرائيل).
وتتضمن السلع المستوردة من إسرائيل بجملتها المكائن والأجهزة وأجهزة الاتصال الهاتفي والتلغرافي واللاسلكي ضمنا والأجهزة الطبية (نسبة 45-60% من إجمالي الاستيراد الإسرائيلي) ومنتجات الصناعة الكيميائية والغذائية والمستحضرات الطبية.

### المشاريع المشتركة في مجال الفضاء والمواصلات والاتصال
وقعت بين الوكالتين الفضائيتين الروسية والإسرائيلية في 31 اغسطس عام 1994 مذكرة التفاهم التي من شأنها أن تنظم التعاون في مجال الفضاء بين الجانبين. وقام الصاروخ الفضائي الروسي «ريسورس-01» في يونيو/حزيران عام 1998 بإطلاق القمر الصناعي الإسرائيلي «تيخسات-2». أما في شهر ديسمبر/كانون الأول عام 2000 فقام الصاروخ الروسي بإطلاق القمر الصناعي الإسرائيلي «آروس- آ1». وفي عامي 2003 و2006 تم إطلاق القمرين الصناعين الاسارائيلين الاخرين «آموس –2» و«آروس – بي 1» بواسطة الصاروخين الروسيين.
يتطور أيضا التعاون بين الشركات الروسية والإسرائيلية في مجال المواصلات والاتصال، بما في ذلك بفضل توسيع إنتاج أجهزة الاتصال الحديثة في روسيا وتحديث وسائل الاتصال التقليدية الروسية وتطبيق التكنولوجبيات الإسرائيلية الخاصة بالاتصال عن طريق الأقمار الصناعية في روسيا. وقد تم الوصول إلى اتفاق مبدئي على تنظيم التعاون بين الجانبين في مجال صنع التقنيات والأنظمة التي تقدم خدمات طبية عن بعد.
على إثر النجاح الذي حققته الطائرة الدرون إلبيت هرميز 450 الإسرائيلية الصنع في مساندة القوات الجورجية في حرب جورجيا 2008 ضد روسيا، قامت روسيا بشراء 12 طائرة من هذا النوع من إسرائيل، كما وقعت اتفاقية للتصنيع المشترك مع المنتج الإسرائيلي إلبيت للأنظمة. إلا أن إسرائيل أوقفت التعاون في خريف 2009 بسبب التخوف من تسرب التكنولوجيا لدول غير صديقة. وقد تزامن الإيقاف مع أنباء عن إمداد روسيا إيران بأنظمة دفاع جوي إس-300. إلا أن زيارة وزير الدفاع الإسرائيلي إيهود باراك لروسيا في 6 سبتمبر 2010، استأنفت التصنيع المشترك.
وأعلن في 6 سبتمبر 2010، أن 50 ضابط روسي يقومون بالفعل بالتدرب على استخدام الطائرة الدرون إلبيت هرميز 450 في إسرائيل.

## التعاون العلمي
يجري العمل على تشكيل الآليات الخاصة بتمويل وإنجاز المشاريع المشتركة في مجال الأبحاث والتصاميم العلمية. قد أنشئ لدى اكادية المبتكرات الحكومية الروسية في أواخر عام 2005 مركز التعاون بين روسيا وإسرائيل في مجال المبتكرات.
وتم في يونيو عام 2006 توقيع مذكرة التعاون في مجال العلم التكنولوجيات والمبتكرات الصناعية بين الوكالة الفيدرالية للشؤون العلمية والمبتكرات الروسية ومركز الأبحاث العلمية الإسرائيلي.

## الوصلات الخارجية
- السفارة الإسرائيلية في موسكو